# Carl Lovsted
Carl Martin Lovsted Jr (ur. 4 kwietnia 1930 w Manili, zm. 8 listopada 2013 w Bellevue) – amerykański wioślarz, brązowy medalista olimpijski.
Wystąpił na igrzyskach olimpijskich w Helsinkach w 1952 roku, gdzie osada USA w składzie: Carl Lovsted, Al Ulbrickson, Richard Wahlstrom, Matt Leanderson i Al Rossi (sternik) zdobyła brązowy medal w czwórkach ze sternikiem. W finale o 3,6 sekundy przegrali z osadą Czechosłowacji, a o 0,5 sekundy lepsi byli Szwajcarzy. Był to jego jedyny start olimpijski.
Kształcił się na University of Washington, uzyskując dyplom z zarządzania. Przez ponad 40 lat pracował we własnej firmie ubezpieczeniowej.
Żonaty, miał trójkę dzieci.